# Bağbaşı, Şehitkamil
Bağbaşı là một xã thuộc huyện Şehitkamil, tỉnh Gaziantep, Thổ Nhĩ Kỳ. Dân số thời điểm năm 2011 là 2.021 người.